# Mackinac (eiland)
Mackinac (Engels: Mackinac Island) is een eiland in de Amerikaanse staat Michigan. In het zuiden van het eiland ligt de gelijknamige plaats Mackinac Island.

## Geografie
Het eiland ligt strategisch in de Straat van Mackinac, die het Michiganmeer en het Huronmeer met elkaar verbindt. Round Island ligt ongeveer een kilometer ten zuidoosten van Mackinac Island. Het eiland valt bestuurlijk gezien onder Mackinac County.
Het grootste deel van het eiland behoort tot het Mackinac Island State Park.
Het eiland is o.a. te bereiken via veerboten, van Shepler's Ferry, en de Star Line Ferry vanuit St. Ignace en Mackinaw City.
Al sedert 1898 zijn auto's verboden op het eiland. Rondom het eiland ligt de M-185.